# 房前屋后

《房前屋后》是尚敬执导的电视剧，2007年出品，共30集，该作品主要讲述的是北京小院里，生活在一起的几个小家庭发生的故事。，该作品由《武林外传》原班人马进行出演。

## 剧情简介
故事发生在20世纪八十年代初，有两个各自有家庭孩子的人走到一起后，自然是因为很多原因而发生了很多的矛盾，不过对此，他们还是用了一些方式去解决这些矛盾。

## 演员表
- 闫妮
- 周小斌
- 姚晨[4]
- 佟悦
- 代樂樂[5]
- 商子見
- 喻恩泰
- 白志迪
- 宮景華
- 倪虹潔
- 董博文
- 張紹榮
- 洪劍濤
- 王磊
- 周冬齊
- 吳京安
- 王嚮明
- 楊樹泉
- 馬媛
- 譚濤
- 吳玉華
- 範明
- 白玉
- 吳俊全
- 牛莉
- 肖雄
- 胡亞捷
- 唐靜
- 張再新
- 趙榮全
- 嚴帆帆
- 吳明鴻
- 沙溢
- 劉敏
- 姜超
- 肖劍
- 夏嘉偉

## 其他
- 原本制作组预订让沙溢饰演重要角色，但是因为档期原因而没实现。
- 为了还原电视剧的背景，制作组改造了一個四合院拍攝外景。

## 相關連結
- 豆瓣电影上《房前屋后》的資料 （简体中文）
- 央视网链接 （页面存档备份，存于）

1. ↑  .   [2022-09-07]. （原始内容存档于2022-09-07）.
2. ↑  .   [2022-09-07]. （原始内容存档于2022-09-07）.
3. ↑  .   [2022-09-07]. （原始内容存档于2022-09-07）.
4. ↑  .   [2022-09-07]. （原始内容存档于2022-09-07）.
5. ↑  .   [2022-09-07]. （原始内容存档于2022-09-07）.